# Doły (Skrzypaczowice)
Doły – część wsi Skrzypaczowice w Polsce, położona w województwie świętokrzyskim, w powiecie sandomierskim, w gminie Łoniów. Nie posiada sołtysa, należy do sołectwa Skrzypaczowice.
W latach 1975–1998 Doły administracyjnie należały do województwa tarnobrzeskiego.